# Rita Defauw
Rita Defauw, née le 23 mai 1963 à Gand, est une rameuse d'aviron belge.

## Carrière
Quatrième en skiff poids légers aux Championnats du monde d'aviron 1985, Rita Defauw remporte la médaille d'argent de cette même épreuve aux Mondiaux de 1986, 1987 et 1989 et la médaille de bronze aux Mondiaux de 1990.
Elle participe également aux Jeux olympiques d'été de 1988, terminant à la neuvième place de l'épreuve de skiff.